# 구글 글래스

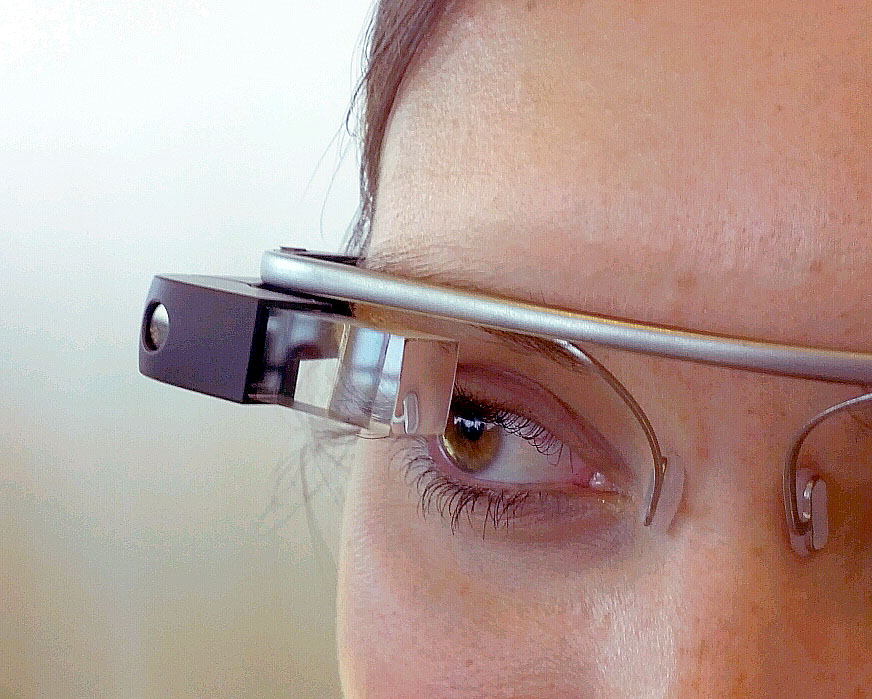
2012년 6월 구글 IO에서 선보인 구글 글래스의 원형 사진

구글 글래스(Google Glass)는 구글이 "프로젝트 글래스"(Project Glass)라는 연구개발 프로젝트로 개발 중인 헤드 마운티드 디스플레이(HMD)가 장착된 착용 컴퓨터로서, 대량 판매 시장에 유비쿼터스 컴퓨터를 판매하는 임무를 포함한다.
구글 글래스는 스마트폰과 같은 핸즈프리(손을 쓰지 않는) 형태로 정보를 보여주므로 자연 언어 음성 명령을 통해 인터넷과 상호 작용할 수 있다. 지금은 안경테에 렌즈가 장착되어 있지는 않지만 구글은 레이밴이나 워비 파커와 같은 선글라스 소매업체들과 협업을 고려하고 있으며 소매점을 열어 고객들이 이 기기를 한번 써 보도록 할 수도 있다. 익스플로러 에디션은 도수가 있는 안경을 쓰는 사람들이 사용할 수는 없으나 구글은 구글 글래스가 종국엔 도수가 있는 안경 렌즈 및 안경테와 함께 동작할 것임을 분명히 했다. 다시 말해, 안경들은 모듈 형식이 됨으로써 일반 도수 안경에 부착할 가능성도 있다. 구글 글래스 익스플로러 에디션은 2014년 4월 15일부터는 초대를 통해 판매되었고, 2014년 5월 15일부터는 미국 내에서 일반 대중들에게 재고가 소진될 때까지 1500 달러의 가격으로 한정판매되었다.
글래스는 구글 X 랩이 개발하고 있는데, 이 랩은 무인 자동차와 같은 기타 차기 기술들도 작업 중이다. 디스플레이를 콘텍트 렌즈에 부착하는 일을 맡기도 했던 프로젝트 글래스의 리더이자 전기공학자 바박 파비즈(Babak Parviz), 제품 관리자 및 지리위치 전문가 스티브 리(Steve Lee), 유다시티를 개발하고 스스로 운전하는 자동차 프로젝트의 작업을 맡은 서배스천 스런은 이 프로젝트를 구글+에 발표하였다. 구글은 프로젝트 글래스의 디자인의 특허를 소유하고 있다. AR 전문가 새드 스타너는 이 프로젝트의 기술 리더이자 초기 책임자였다. 2014년 5월 16일 아이비 로스(Ivy Ross)가 새로 글래스 프로젝트의 책임자가 되었다.

## 역사
2012년 4월 4일 "프로젝트 글래스"(Project Glass) 선언되었고 구글 글래스의 컨셉 동영상인 "One day..."가 공개되었다. 6월 27일 샌프란시스코의 구글 I/O에서 구글 글래스의 데모 버전을 발표했고 구글 글래스를 착용한 스카이다이버들이 스카이다이빙하는 동영상을 실시간으로 공개하였다. 회의에 참석한 약 2,000명의 미국 사람들이 1,500달러의 가격에 익스플로러 에디션을 선주문, 첫 구글 글래스 익스플로러가 되었다. 10월 31일 타임지에서 2012년 최고의 발명품 중 하나로 선정되었다.
2013년 1월 28일 샌프란시스코에서 글래스 익스플로러와 개발자를 위한 해커톤을 이틀간 진행했다. 2월 1일 뉴욕시티에서 이틀간 두 번째 해커톤이 진행되었다. 2월 20일 트위터와 구글 플러스에 해쉬태그(#ifihadglass)를 이용해 애플리케이션 공모전을 개최, 대중들에게 익스플로러 프로그램을 확장했다. 더불어 구글 글래스의 실제 인터페이스에 근접한 모습을 보여주는 동영상 "How it Feels[through Google Glass]"를 공개했다. 4월 16일 구글 I/O에서 선주문한 사람들에 한해 마운틴뷰, 로스앤젤레스, 뉴욕에서 방문수령을 통해 대중에게 공개되었다. 5월 7일 첫 글래스 소프트웨어 업데이트가 이루어졌다. 5월 22일 #ifihadglass공모전 우승자들 또한 방문수령이 가능해졌다. 7월 12일 프로젝트 글래스 공식 계정이 구글 글래스로 그 이름을 바꿨다. 8월 28일 고열과 고습으로 인한 손상이 발견되었고 구글은 즉시 새제품을 보내주었다. 9월 26일 미국내를 돌아다니며 대중들이 구글 글래스를 체험해보고 글래스 팀에게 직접 질문을 할 수 있는 행사를 할 것이라고 선언하였다. 10월 5일 더햄(Durham)에서 수천명의 사람들이 참여의사를 밝힌 뒤 첫 번째 글래스 로드쇼 행사가 진행되었다. 10월 28일 모노 이어버드(mono earbud)를 포함한 업데이트된 구글 글래스 에디션이 공개될 것이라고 밝혔다. 기존 익스플로러들은 구글 글래스를 사고 싶어하는 세명의 친구들을 초대할 수 있게 되었다. 11월 12일 구글 글래스를 위한 스테레오 이어버드(stereo earbud)를 제공하겠다고 밝혀 구글 플레이 뮤직을 통해 음악 재생 기능을 제공할 수 있는 환경을 조성했다. 11월 16일 이틀간 디트로이트에서 두번째 글래스 로드쇼가 진행되었다. 12월 4일 구글 글래스 2.0버전으로 업그레이드 되었다. 12월 14일 이틀간 오스틴에서 세번째 글래스 로드쇼가 진행되었다. 12월 31일 구글 플레이 뮤직 "All Access" 가입자에 한해 구글 글래스를 살 수 있는 초대장이 발송되었다.
2014년 1월 27일 구글은 새로운 안경테 4종과 선글라스 2종 디자인으로 구성된 티타늄 콜렉션을 선보였다. 2월 8일 이틀간 애틀랜타(Atlanta)에서 네번째 글래스 로드쇼가 진행되었다. 3월 24일 구글은 유명 안경과 선글라스 브랜드를 가진 룩소티카와 제휴를 맺었다고 밝혔다. 4월 15일 모든 대중에게 하루 동안 익스플로러 프로그램 신청을 허용했다. 또한 XE16 소프트웨어 업데이트가 배포되어 킷캣OS를 탑재했으나 무한부팅 등의 문제를 낳았다. 5월 13일 모든 대중에게 익스플로러 프로그램 신청을 허용해 1500달러만 지불하면 누구나 구글 글래스를 체험할 수 있게 되었다. 5월 16일 아이비 로스(Ivy Ross)가 새로 글래스 프로젝트의 책임자가 되었다. 6월 5일 다이앤 폰 퓌르스텐베르크가 구글 글래스의 디자인에 참여해 안경테 5종과 선글라스 8종의 새로운 프레임을 공개하였다.

### 소프트웨어 업데이트 내역
| 날짜             | 버전   | 업데이트 내역 |
| ---------------- | ------ | --- |
| 2013년 4월 4일   | XE4    | |
| 2013년 5월 7일   | XE5    | 동기화 조건 변화 : 백그라운드 업로드를 위해 전원과 와이파이 필요 구글+ 알림 행아웃 알림 검색을 위해 길게 누르기 국제 전화와 SMS 스와이프 동작에 피드백 애니메이션 추가 기기 정보 항목에 시리얼 번호 표시 착용 여부 인식 보다 정확한 배터리 충전 잔여 시간 제공                            |
| 2013년 6월 4일   | XE6    | 카메라 기능 개선 사진과 비디오 공유 시 음성 알림 착용 여부 인식 기능 개선 구글 나우 스포츠 카드 개선, 생일 카드 추가 |
| 2013년 7월 1일   | XE7    | ok glass 명령어 추가 웹 브라우징 기능 추가 10명 이상의 사람에게 메시지 기능 추가 홈 화면에서 새로운 터치 메뉴 검색기능 개선 구글 나우 장소 번들 추가 마이글래스 계정 기본값 설정 가능 마이글래스 이메일/전화번호 단축 아이콘 마이글래스로 간단한 공유 마이글래스 연락처 자동완성기능 제공 |
| 2013년 8월 12일  | XE8    | 동영상 플레이어 기능 추가 ok glass 명령어 추가 : 패스 업데이트, 에버노트 노트 추가 음량 조절 영상통화 중 타임라인 확인기능 제공 네비게이션 명령어 추가 사진, 동영상에 태그 명령어 추가 해쉬태그 기능 추가 음성 안내 개선 구글 나우 카드 추가(예약, 영화, 재난 경보)                       |
| 2013년 9월 9일   | XE9    | 비네트(Vignettes, 글래스 화면과 함께 사진 촬영 가능) 동영상 검색 기능 추가 음악 검색 기능 추가 구글 나우 카드 추가(대중교통, 알림, 주변명소) 뉴스 결과 검색 검색 기록 저장 마이글래스 원격조종                                                                                            |
| 2013년 10월 7일  | XE10   | 대중교통 길찾기 기능 추가 링크 기능 추가 메시지 전송 시 프로필 사진 표시 |
| 2013년 11월 7일  | XE11   | 집, 직장 위치 추가 개인 달력 검색 앞으로 슬라이드 해 전원 켜기 마이글래스에 연결 여부 표시 |
| 2013년 12월 17일 | XE12   | iOS에 마이글래스 추가 구글 플레이 뮤직 기능 추가 음악 재생기능 추가 잠금 기능 추가 행아웃, 유투브 기능 추가 윙크 인식 기능 GDK(글래스 개발 키트) |
| 2014년 4월 15일  | XE16   | 킷캣 적용 사진첩 추가 메시지로 사진 전송 기능 추가 메뉴 분류 기능 개선 구글+ 커뮤니티에 공유 기능 추가 재생목록 기능 추가 글래스로 피드백 기능 추가 영상 통화 기능 제거 음악 검색 기능 제거                                                                                               |
| 2014년 4월 22일  | XE16.1 | 구글 캘린더 연동 아이폰 문자 알림 기능 추가 |
| 2014년 4월 29일  | XE16.2 | 사진과 동영상 자동 백업 기능 추가 전화 기능 개선 |
| 2014년 5월 7일   | XE17   | 오류 수정 |
| 2014년 5월 14일  | XE17.1 | 구글 지도에서 장소 공유 마이 글래스 기능 개선 |
| 2014년 5월 20일  | XE17.2 | 배터리 잔량 경고 애니메이션 추가 |

## 기능

### 사진 및 동영상
구글 글래스는 720p HD 영상을 녹화하고 사진을 찍을 수 있는 기능을 제공한다. 동영상 녹화 중에는 녹화 불빛이 눈 위에 나타나지만 안경 착용자는 이를 눈치채지 못한다.

### 구글의 애플리케이션
글래스는 구글 나우, 구글 지도, 구글플러스, 지메일과 같이 이미 존재하는 수많은 구글의 애플리케이션들을 이용할 수 있다. 사우스 바이 사우스웨스트(SXSW)에서 발표한 타사의 애플리케이션에는 에버노트, 스키치, 뉴욕 타임즈, 패스를 포함한다.
2013년 4월 15일 구글은 미러 API를 발표하였으며, 개발자들이 이 API를 사용하면 글래스를 위한 애플리케이션 제작을 시작할 수 있다. 서비스 조항에서는 개발자들은 광고를 추가하거나 비용을 부과하는 일은 하지 말아야 함을 언급하고 있다. 그러나 구글 대표는 더 버지(The Verge)에 이는 미래에 변경될 수 있다고 언급하였다.

### 음성 명령
글래스의 여러 기능들은 2013년 2월에 공개된 제품 비디오에서 볼 수 있다:
| 기능                  | 음성 활성화 문구 |
| --------------------- | --- |
| 동영상 녹화           | "ok, glass, record a video."                                                                                           |
| 사진 촬영             | "ok, glass, take a picture."                                                                                           |
| 구글 나우 사용        | "ok, glass, [question]."                                                                                               |
| 영상통화(구글 행아웃) | "ok, glass, hang out with [person/circle]."                                                                            |
| 검색                  | "ok, glass, google [search query]."                                                                                    |
| 사진 검색             | "ok, glass, google photos of [search query]."                                                                          |
| 번역                  | "ok, glass, say [text] in [language]."                                                                                 |
| 방향 지시             | "ok, glass, give directions to [place]."                                                                               |
| 메시지 보내기         | "ok, glass, send a message to [name]." "ok, glass, send [name] that [message]." "ok, glass, send [message] to [name]." |
| 날씨 보기             | 없음/자동 (구글 나우) "ok, glass, how is the weather in [location]?" "ok, glass, do I need an umbrella today?"         |
| 비행편 상세 정보 제공 | 없음/자동 (구글 나우) "ok, glass, when does flight [flight number] depart from [airport]?"                             |

### 기술 사양
개발자 익스플로러 장치 기준이다:
- 안드로이드 4.0.4 이상[4]
- 디스플레이 해상도에 대한 공식 정보는 없으나 응용 프로그램 개발자들에게는 640×360이 제안됨[27][28]
- 5백만 화소의 720p 비디오 녹화가 가능한 카메라[6]
- 와이파이 802.11b/g[6]
- 블루투스[6]
- 16GB 기억 공간 (12 GB 이용 가능)[6]
- 1 GB RAM “proc”.

## 활용

### 의료
구글 글래스가 의료분야에 다양하게 활용될 수 있다. 음식정보 등을 제공함으로써 더 건강한 요리법을 시각적으로 제공하는 것뿐 아니라 센서로 생체 신호를 트랙킹하거나 체력 단련 프로그램, 운동피드백, 건강프로필 등을 제공해 개인이 보다 건강한 삶을 살 수 있도록 도와줄 수 있다. 또한 신체적인 장애를 가진 사람뿐만 아니라 시각장애와 청각장애를 가진 사람들에게도 사회에 적응할 수 있도록 도와줄 수 있는 가능성을 보이고 있다. 트위터를 통해 이미지에 대한 주석, 코멘트를 달아 이 이미지를 접할 때 코멘트를 음성으로 전달해 주는 실험이 성공적으로 진행되었다.
전문의 또한 구글 글래스를 통해 환자정보를 실시간으로 받아보며 전문가끼리의 의견 교환, 환자상태 설명뿐만 아니라 원격수술지원, 수술 교육 등이 보다 효과적으로 진행할 수 있게 될 수 있다. 환자의 중요 데이터를 동시에 모니터링 함으로써 끊김 없이 효과적으로 수술을 진행할 수 있게 된다.
2013년 6월 20일 EEMC(Eastern Maine Medical Center)의 래피얼 그로스먼(Rafael Grossman)이 최초로 글래스를 끼고 49세 남성에게 연골세포 이식 수술을 진행하며 근처에 있던 아이패드로 수술 영상을 스트리밍했다.
6월 21일 스페인 Clínica CEMTRO de Madrid의 페드로 길렌(Pedro Guillen)이 무릎 수술 영상을 전세계로 스트리밍해 150명이 실시간으로 수술 영상을 시청했다. 8월 27일 오하이오 주립대학에서 캐딩 박사의 무릎인대 수술을 오하이오 주립대학 학생들에게 스트리밍해 수술 교육이 진행되었다. 2014년 5월 23일 런던왕실병원의 샤피 아메드(Shafi Ahmed)가 집도한 78세 남성의 간과 장에서 암세포를 제거하는 수술 영상이 온라인 방송으로 송출되어 115개국의 13,000명의 학생들이 동시에 시청을 하였다. 학생이 온라인으로 질문을 올리면 수술을 하면서 질문이 음성으로 전달되어 음성으로 답변을 해 줄 수 있다.

### 자동차
메르세데스-벤츠는 구글 글래스를 이용해 음성 인식 네비게이션 시스템을 개발했다. 구글 글래스로 운전자는 음악을 듣거나 이메일 확인, 실시간 교통정보를 얻을 수 있다. 차 안에서도 스마트폰 등 다른 전자 기기의 정보에 연동할 수 있기를 기대한다. 전기자동차기업인 테슬라 또한 “글래스테슬라”라는 애플리케이션을 개발했다. 글래스테슬라는 테슬라 모델 S와 연동해 음성 명령으로 원격 차량 잠금 해제, 연료 잔료양 확인, 네비게이션, 차량 실내 외 온도 조절 기능 등을 갖추었다.

### 스포츠
아론 드락진스키(Aaron Draczynski)가 만든 야구 애플리케이션 블루(Blue)는 야구장의 위치를 파악해 구장 정보뿐만 아니라 타자와 투수 프로필, 공의 속도 등 TV중계에서나 얻을 수 있는 정보를 제공한다. 테니스 선수 베서니 매틱샌즈는 훈련에 구글 글래스를 이용한다. 1인칭 시점의 훈련 영상을 통해 몰랐던 습관 등을 파악해 고치는 데 도움이 된다. 구글은 2014년 6월 10일 업데이트를 통해 구글 나우에서 월드컵 정보를 받아볼 수 있게 했다. 좋아하는 팀의 경기 일정이나 진행중인 경기, 지난 경기, 점수 등이 확인 가능하다.

## 논란

### 사생활 문제
시장조사 기업인 톨루나(Toluna)의 조사 결과 미국인들의 72%가 구글 글래스를 사용하지 않을 가장 큰 이유로 사생활 문제를 꼽았다. 해커들이 장소나 개인 정보에 접근할 것을 우려한다. 2013년 5월 미국 의회의원 8명이 구글 CEO 래리 페이지에게 사생활 문제에 대해 설명할 것을 요청했고 구글은 개인의 사생활과 보안이 확정되기 전까지 얼굴 인식 등의 기능을 넣지 않을 것이라고 답변했지만 이는 충분하지 않다고 본다.
또한 다른 사람들의 동의 없이 사진과 동영상을 찍는 것이 문제가 된다. 타임(TIME)지의 휘트니 에린 보즐(Whitney Erin Boesel)은 이와 같은 이슈들은 이전에도 항상 있어왔으며 비단 구글 글래스의 문제가 아니라고 한다. 구글 글래스가 물론 스마트폰보다 의도하지 않은 사진을 찍기는 쉽지만 글래스가 이를 유발하는 것이 아니라고 주장한다. 구글 글래스를 금지한다고 이런 사진이 사라지는 것이 아니며 구글이 정보를 수집하는 것을 막는 것이 아니다. 그렇다고 피할 수 없는 기기로 받아들이자는 것이 아니라 어떤 종류의 사회에서 살 것인지 선택해야 한다고 말한다.
메메번(Memeburn)의 톰 포렘스키(Tom Foremski)는 구글 글래스가 마치 애플 뉴턴과 같이 사회적으로 받아들여지기 힘들 것이라고 말한다. 사람들은 촬영 당하는 것을 견뎌내지 못한다고 본다. 2014년 2월 25일 바 안에서 구글 글래스를 쓰고 있던 세라 슬로컴(Sarah Slocum)이 폭행 당하고 2014년 4월 12일에는 구글 글래스를 쓴 20살 리포터 카일 러셀(Kyle Russell)이 공격 당해 글래스가 망가지는 사건이 있었다.
시애틀의 “5 포인트 까페”라는 바에서는 이미 구글 글래스가 금지되었다. 이 외에도 바, 카지노, 스트립 클럽, 병원, 라커 룸, 등에서 사생활 침해의 문제로 구글 글래스는 금지되어야 한다는 논란에 있다.

### 안전 문제
안전 문제 또한 사생활 침해와 함께 구글 글래스의 주요 걱정 중 하나이다. 톨루나의 설문 조사 결과 응답자의 3분의 1 이상이 위험을 인지하지 못함에 대해 걱정을 표했다.
특히 운전자가 구글 글래스를 꼈을 때의 안전 문제에 대한 우려가 많다. 미국 내에서 구글 글래스를 끼고 차량을 운전하는 것을 제한하거나 금지하는 법안을 고려하고 있으며 웨스트 버지니아주, 일리노아주 그리고 뉴저지주는 이미 금지하겠다고 밝혔다. 구글은 아직 정식 제품이 나오지 않았다는 점에서 운전을 금지하는 법안을 제정하는 것은 시기상조라고 주장한다. 핸즈프리 제품인 점에서 다른 손을 쓰는 기기보다 위험하지 않다는 의견도 있지만 시야에 영향을 끼치기 때문에 금지해야 한다고 주장한다.
캘리포니아에서 구글 글래스를 쓴 여성 드라이버 세실리아 애더비(Cecilia Adabie)에게 벌금형을 매겼다. 운전을 하면서 비디오나 TV를 본 경우와 같은 경우로 취급해 벌금형이 매겨졌고 이에 애더비는 벌금 취소 소송을 걸었다. 판사는 그녀가 실제로 구글 글래스를 쓰고 있는지 판단하지 못하므로 무죄라고 판결을 내렸다.
트리허거에서 진행중인 온라인 투표에서 61.74%의 사람들이 구글 글래스가 운전하는 데 방해가 되므로 금지가 되어야 한다고 투표했다.

## 나라별 출시

### 대한민국
대한민국은 국가 안보 이유로 국내 지도 데이터의 국외 반출을 허용하지 않아 자세한 지도서비스를 이용할 수 없어 구글 글래스가 국내에 들어오더라도 이용자들은 지도 데이터를 이용할 수 없다. 이처럼 구글 글래스의 핵심 구동 원리 중 하나가 제약되기 때문에 국내 판매가 어려울 수도 있다.

## 액세서리
- PWR Glass : 보조배터리로 기존 배터리의 수명을 3배 가까이로 늘려준다.
- GAZERglass : 보조배터리
- GPOP : 접착 형태의 필름
- Colored glass shades
- GlassKap[55] : 킥스타터에서 시작했으며 플라스틱 재질 렌즈 커버나 테 위 장식으로 렌즈를 보호하고 프라이버시 문제를 해결하고자 한다
- Remotte : 구글 글래스 전용 리모콘

## 같이 보기
- 구글 고글스(Google Goggles) – 이미지 인식, 검색 엔진
- 착용 컴퓨터
- 스마트워치